# Cherserigone
Cherserigone é um gênero de aranhas da família Linyphiidae descrito em 1954.